# Кримінальний кодекс Української РСР 1960 року
Криміна́льний ко́декс Украї́нської РСР 1960 ро́ку — єдиний законодавчий акт, у якому систематизовано кримінально-правові норми, що діяли на території УРСР (з 1991 року — України).
Кодекс було прийнято Верховною Радою УРСР 28 грудня 1960 року і введено в дію з 1 квітня 1961 року. Розроблений відповідно до Основ кримінального законодавства Союзу РСР і союзних республік (1958).
КК УРСР 1960 р. втратив чинність 1 вересня 2001 року. Кримінальний кодекс Української РСР 1960 року замінив Кримінальний кодекс України 2001 року, який нині є чинним.

## Структура
Кодекс поділяється на дві частини — загальну і особливу. КК УРСР включає 16 глав, що містять 308 статей (станом на 1979).
Загальна частина складається із п'яти глав. У загальній частині КК УРСР визначаються завдання цього кодексу, встановлюються підстави відповідальності кримінальної, межі чинності кодексу, закріплюються поняття злочину, покарання тощо.
В 11 главах особливої частини йдеться про злочини за видами їх і міри покарання за вчинення їх. Залежно від об'єкта посягань статті Кодексу згруповано у глави:
- 1-а глава встановлює покарання за державні злочини;
- 2-а — злочини проти соціалістичної власності;
- 3-я — злочини проти життя, здоров'я, волі і гідності особи;
- 4-а — за злочини проти політичних і трудових прав громадян;
- 5-а — за злочини проти особистої власності громадян;
- 6-а — за господарські злочини;
- 7-а — за службові злочини;
- 8-а — за злочини проти правосуддя;
- 9-а — за злочини проти порядку управління;
- 10-а — за злочини проти громадської безпеки, громадського порядку та народного здоров'я;
- 11-а — за військові злочини.